# Archboldargia mirifica
Archboldargia mirifica – gatunek ważki z rodziny pióronogowatych (Platycnemididae). Jest znany tylko z okazów typowych zebranych na dwóch stanowiskach w Górach Centralnych w indonezyjskiej części Nowej Gwinei.